# Ngumpul (Bagor)
Ngumpul is een bestuurslaag in het regentschap Nganjuk van de provincie Oost-Java, Indonesië. Ngumpul telt 4693 inwoners (volkstelling 2010).